# Bomullsmjöllav
Bomullsmjöllav (Botryolepraria lesdainii) är en lavart som först beskrevs av Hue, och fick sitt nu gällande namn av Canals, Hern.-Mar., Gómez-Bolea & Llimona. Bomullsmjöllav ingår i släktet Botryolepraria, klassen Lecanoromycetes, divisionen sporsäcksvampar och riket svampar.  Arten är reproducerande i Sverige. Inga underarter finns listade i Catalogue of Life.